# Sonate pour piano no 1 de Weber
Pour les articles homonymes, voir Sonate pour piano (homonymie).
La Sonate pour piano no 1 en ut majeur, op. 24 est une œuvre pour piano-forte de Carl Maria von Weber composée à Weimar, en 1812. Dédiée à la grande-duchesse Marie Pavlovna de Russie, la partition porte la référence J. 138 dans le catalogue des œuvres du compositeur établi par Friedrich Wilhelm Jähns.

## Composition
Carl Maria von Weber compose sa Sonate pour piano no 1 à Weimar, du mois d'avril au mois d'août 1812. L'œuvre est publiée la même année à Berlin par les éditions Schlesinger, dédiée à la grande-duchesse Marie Pavlovna de Russie, sœur du tsar et qui était également grande-duchesse de Weimar. Celle-ci « s'avoua vaincue par la Sonate en ut majeur, et Weber rapporta à titre personnel que, si elle n'avait été grande-duchesse, il lui aurait donné raison ».
La partition porte les références op. 24, J. 138 dans le catalogue des œuvres du compositeur établi par Friedrich Wilhelm Jähns.

## Présentation
L'œuvre est en quatre mouvements :
1. Allegro en ut majeur, à quatre temps (noté ),
2. Adagio en fa majeur, à 
,
3. Menuetto. Allegro en mi mineur, à 
 — Trio en mi majeur, Poco ritenuto,
4. Rondo. Presto en ut majeur, à 
.

## Parcours de l'œuvre

### I.Allegro
L'Allegro initial débute « par un saisissant accord de septième diminuée (si , do , mi, sol) affirmé et décomposé dans une nuance  » :

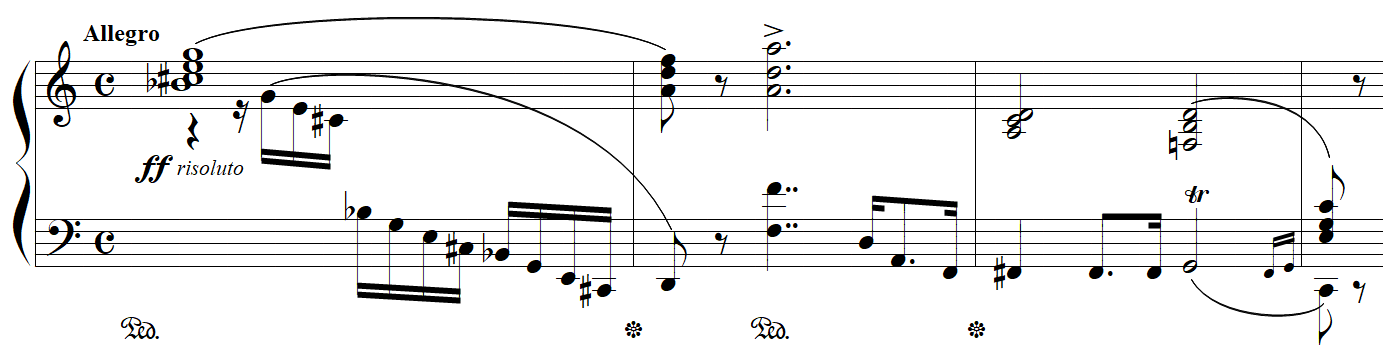
Premières mesures de l'Allegro.

La réexposition « surprenante du premier sujet dans le ton de mi bémol majeur » affirme « le triomphe de la virtuosité ».

### II.Adagio
L'Adagio « s'ouvre sereinement par quelques mesures qui s'amplifient rapidement dans un climat de mélancolie et d'émotion » :

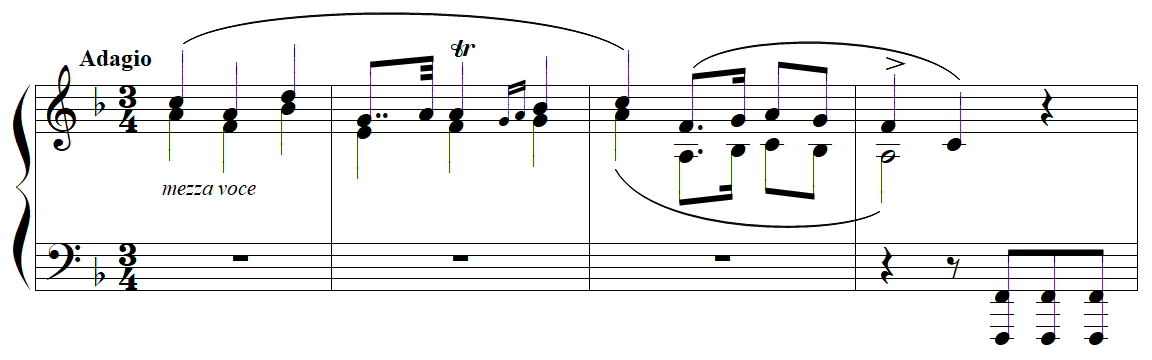
Premières mesures de l'Adagio.

### III. Menuetto.Allegro
Le menuet, « dynamique, contraste avec un délicieux trio dont les accords carillonnants semblent annoncer Oberon ».

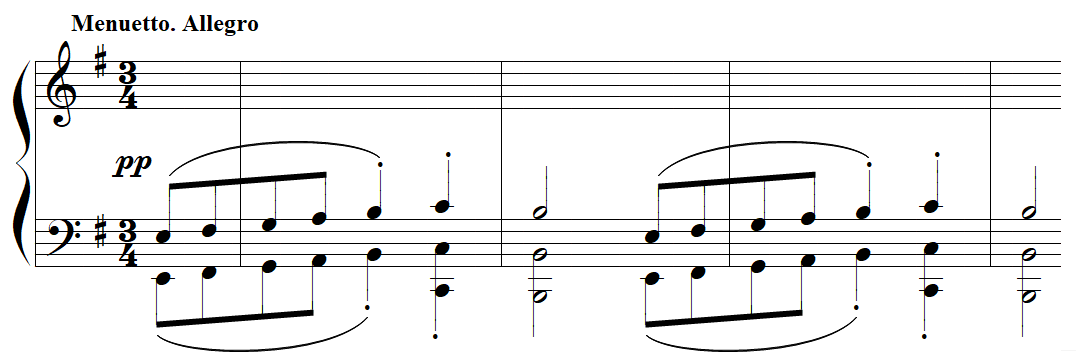
Premières mesures du Menuet, Allegro.

Guy Sacre voit dans ce troisième mouvement « le véritable joyau de l'œuvre » :  « Quel morceau ! un des plus saisissants de Weber. Un menuet ? plutôt un scherzo diabolique ».

### IV. Rondo.Presto
Le rondo « a fait le tour du monde sous le nom de Mouvement perpétuel ou Moto perpetuo, ou Perpetuum mobile. Le brio va croissant et déchaîne les bravos, car on a beau se dire qu'il y a peu de musique là-dedans, que les doigts y marchent tout seuls, on se laisse prendre à ces pirouettes d'acrobate sans filet ».

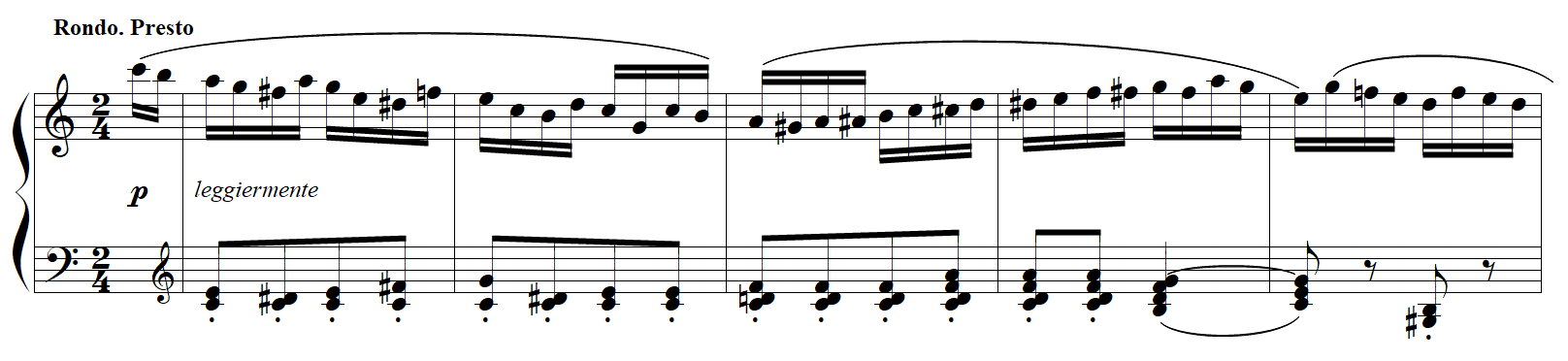
Premières mesures du Rondo, Presto.

Weber surnommait ce mouvement « l'Infatigable, qu'il transposait à toute allure en ut dièse, pour se dégourdir les doigts ».

## Postérité
Les sonates de Weber « n'ont pas eu la célébrité d'autres œuvres pour piano et, cependant, leur postérité n'a jamais été l'oubli : les grands romantiques, Chopin et Liszt, qui les jouaient souvent, mais aussi Mendelssohn, Schumann, Brahms et Grieg — pour ne citer que des compositeurs-pianistes — ont puisé dans le legs technique de Weber. Ils y ont ajouté, tout en lui rendant d'éclatants hommages ». 
Guy Sacre regrette « que la gloire, excessive, du Mouvement perpétuel de Weber ait nui à ses sonates. La plupart de ceux qui l'entendent, sinon de ceux qui le jouent, ignorent qu'il s'agit du finale de la première d'entre elles ». En 1852, Johannes Brahms « s'amusa à transcrire le morceau en interchangeant le rôle des mains. Tchaïkovski en réalisa une version pour la main gauche seule, avec une main droite de son cru ».
Les quatre Sonates de Weber, « lieu d'un conflit entre la forme classique et l'éclosion du mouvement romantique, méritent une attention renouvelée. Leur indéniable pouvoir de séduction et leur flamboyance dominent sans que l'on doive y rechercher une autre profondeur existant parfois chez certains de ses grands contemporains ».

## Discographie
| Interprète            | Complément                       | Label                 | Référence       | Année                  |
| --------------------- | -------------------------------- | --------------------- | --------------- | ---------------------- |
| Dino Ciani            | Intégrale des Sonates pour piano | Arlecchino (2 CD)     | ARL 69-70       | 1968                   |
| Marie-Catherine Girod | Intégrale des Sonates pour piano | Solstice (2 CD)       | CYD 50 / 912024 | 29 juillet-3 août 1982 |
| Alexandre Paley       | Intégrale de l'œuvre pour piano  | Naxos (4 CD)          | 8.550988        | 10-15 janvier 1994     |
| Michael Endres        |                                  | Oehms Classics (2 CD) | OC 357          | 2004                   |

### Ouvrages généraux
- Adélaïde de Place et François-René Tranchefort (dir.), Guide de la musique de piano et de clavecin, Paris, Fayard, coll. « Les Indispensables de la musique », 1987, 870 p. (ISBN 978-2-213-01639-9), p. 829-833.
- Guy Sacre, La musique pour piano : dictionnaire des compositeurs et des œuvres, vol. II (J-Z), Paris, Robert Laffont, coll. « Bouquins », 1998, 2998 p. (ISBN 978-2-221-08566-0), p. 2934-2950.

### Monographies
- Jean-Luc Caron et Gérard Denizeau, Carl Maria von Weber, Paris, bleu nuit éditeur, coll. « horizons » (no 73), 2019, 176 p. (ISBN 978-2-358-84087-3).
- John Warrack (trad. Odile Demange), Carl Maria von Weber, Paris, Fayard, 1987, 480 p. (ISBN 978-2-213-01979-6).